# 1446
Пізнє Середньовіччя •  Відродження •  Реконкіста •  Ганза •  Столітня війна •  Ацтецький потрійний союз •  Імперія інків

## Геополітична ситуація
Османську державу очолює Мурад II (до 1451). Імператором Візантії є Іоанн VIII Палеолог (до 1448), королем Німеччини — Фрідріх III. У Франції королює Карл VII Звитяжний (до 1461).
Апеннінський півострів розділений: північ належить Священній Римській імперії, середню частину займає Папська область, південь належить Неаполітанському королівству. Деякі міста півночі: Венеція, Флоренція, Генуя тощо, мають статус міст-республік.
Майже весь Піренейський півострів займають християнські Кастилія і Леон, де править Хуан II (до 1454), Арагонське королівство на чолі з Альфонсо V Великодушним (до 1458) та Португалія, де королює Афонсо V (до 1481). Під владою маврів залишилися тільки землі на самому півдні.
Генріх VI є королем Англії (до 1461). Норвегію, Данію та Швецію очолює Хрістофер Баварський (до 1448). Королем Угорщини та Богемії є Ладіслав Постум. Польський трон вакантний після загибелі короля Владислава III Варненчика. У Великому князівстві Литовському княжить Казимир IV Ягеллончик (до 1492).
Частина руських земель перебуває під владою Золотої Орди. Галичина входить до складу Польщі. Волинь належить Великому князівству Литовському. Московське князівство очолює Дмитро Шемяка.
На заході євразійських степів від Золотої Орди відокремилися Казанське ханство, Кримське ханство, Ногайська орда. У Єгипті панують мамлюки, а Мариніди — у Магрибі. У Китаї править династія Мін. Значними державами Індостану є Делійський султанат, Бахмані, Віджаянагара. В Японії триває період Муроматі.
У Долині Мехіко править Ацтецький потрійний союз на чолі з Монтесумою I (до 1469). Цивілізація майя переживає посткласичний період. В Імперії інків править Панчакутек Юпанкі.

## Події
- У Московському князівстві Дмитро Шемяка посадив у в'язницю й осліпив Василя II Темного, який повернувся з ординського полону.
- Блокада Кафи трапезундською ескадрою. Генуезці відкупилися від греків і уклали з ними мир.
- Яничари змусили султана Мехмеда II зректися влади на користь свого батька Мурада II. Мурад II знищив стіну Гексаміліона й вторгся в Аттику. Морейський деспотат став васалом османів.
- Янош Гуняді став регентом Угорщини при малолітньому Ладіславі Постумі.
- Війна між Цюрихом та іншими швейцарськими кантонами завершилася укладенням перемир'я.
- Португальський мореплавець Нуну Тріштан загинув в Африці.
- У Кореї побачив світ перший документ національною абеткою хангиль. Тепер 9 жовтня в Південній Кореї святкується як «День хангилю».

## Народились
- Альвізе Віваріні, венеційський художник.
- П'єтро Перуджино, художник доби Відродження в Італії, відомий представник Умбрійської школи живопису.

## Померли
- 15 квітня — У Флоренції у віці 70 років помер видатний італійський архітектор, ювелір і скульптор епохи Раннього Відродження Філіппо Брунеллескі
- Святий Федір Острозький — князь, луцький воєвода, наприкінці життя — ченець Києво-Печерського монастиря